# Neolophonotus bamptoni
Neolophonotus bamptoni là một loài ruồi trong họ Asilidae. Neolophonotus bamptoni được Londt miêu tả năm 1987. Loài này phân bố ở vùng nhiệt đới châu Phi.